# Nykøbing Latinskole
Nykøbing Latinskole er en tidligere latinskole, der ligger i Vestergade i det centrale Nykøbing Falster, Danmark. Bygningen blev opført som privat hjem til en rig købmand i 1786.
Den husede Nykøbing Latinskole fra 1808 til 1953. Den blev nedlagt, da Nykøbing Katedralskole blev indviet på Poul Martin Møllervej. Bygningen i Vestergade blev brugt som politistation fra 1957-2007, og den er i dag omdannet til lejligheder.
Den blev fredet i 1945.

## Historie

### Oprindelse
Bygningen blev opført i 1786 til købmand og jordejer Christian Hincheldey. I midten af 1760'erne købte han også ejendommene Kringelborg o Orupgård. Mange af murstenene til hans nye hus kom fra Nykøbing Slot, der var blevet solgt af Kronen i 1763. En af køberne var Christian Hincheldeys bror Hans Bergeshagen.

### Latinskole: 1808–1957
Christian Hincheldey døde i 1793. Hans enke, Laurentia, beholdt ejendommen efter sin mands død. I 1807 solgte hun den til Nykøbing Latinskole for 15.000 rigsdaler. Skolen kan datere sin historie tilbage til slutningen af 1400-tallet. Den havde tidligere haft til huse i en kælder i det tidligere Nykøbing Kloster (senere rådhus). Den nye skole i Vestergade blev indviet i 1808.
I 1907 blev skolen udvidet med en ny bygning i gården. Den oprindelige skolebygning blev fredet i 1945.
Blandt notable studenter fra skolen er Poul Martin Møller (1812), Christian Winther (1815), Peter Freuchen (1904) og Kaj Munk (1917).

### Senere historie: 1953--nu
Skolebygningen blev taget ud af brug, da den nye Nykøbing Katedralskole på Poul Martin Møllervej blev indviet i 1953, og bygningen blev ombygget til politistation i 1953. Politiet flyttede ud af bygningen i 2007, og den overgik herefter til det statsejede ejendomsfirma Freja ejendomme og sat til salg. I 2015 blev det solgt til Sixton Udvikling ApS. I 2018 blev huset overtaget af Arkansas ApS. I 2020 blev den ombygget til lejligheder.